# Wilhelm Dilthey
Wilhelm Christian Ludwig Dilthey (Wiesbaden, 19 de novembro de 1833 – Siusi allo Sciliar, Castelrotto, 1.º de outubro de 1911) foi um filósofo hermenêutico, psicólogo, historiador, sociólogo e pedagogo alemão. Dilthey lecionou filosofia na Universidade de Berlim. Contribuiu significativamente para o desenvolvimento da hermenêutica e da filosofia da vida no final do século XIX e início do século XX. Sua obra buscava compreender a natureza da experiência humana e a estrutura da vida mental.
Seus principais conceitos procuram fundamentar as "ciências do espírito" (ciências humanas) como forma de conhecimento, em oposição às "ciências da natureza". Para tal dialoga e aprofunda o pensamento de Kant, John Locke, Auguste Comte, Stuart Mill, Berkeley, Rudolf Hermann Lotze, entre outros.

## Biografia
Começou a frequentar a Universidade de Berlim em 1863. Diplomado com 24 anos, tornou-se professor da Universidade de Basileia. Durante esse período, sob influência do clima positivista que dominava a filosofia alemã, estudou a ótica de Helmholtz e a psicofísica de Fechner.
Seus gostos e sua curiosidade desenvolveram-se com rapidez: dirigiu-se para as pesquisas psicológicas e para estudos históricos e literários. Após lecionar nas universidades de Kiel e Bratislava, ocupou, em 1882, a cátedra de Lotze na Universidade de Berlim. Viveu nesse cidade até sua morte.
Em 1867 Dilthey havia publicado Vida de Schleiermacher e, em 1883, apareceu o primeiro volume de sua Introdução ao Estudo das Ciências Humanas. Nessa obra, o filósofo procurou assegurar uma independência de método às ciências do homem ou ciências do espírito. Essa distinção entre ciências da natureza e ciências do espírito teria enormes repercussões, causando polêmicas e discussões que perduram até hoje no pensamento filosófico.

## Filosofia
Dilthey criticava a abordagem das ciências naturais para o estudo do ser humano, argumentando que as ciências do espírito (Geisteswissenschaften) – a expressão “ciências do espírito”, era utilizada para designar o grupo de ciências que têm como objeto a realidade histórico-social; entre elas, história, economia, ciência do direito, ciência da religião, literatura, música e psicologia. –requerem métodos diferentes. Ele propôs a hermenêutica como a metodologia adequada para as ciências do espírito, enfatizando a importância da compreensão (Verstehen) em oposição à explicação (Erklären) das ciências naturais.
Para Dilthey, a compreensão envolve a reconstrução do significado e do contexto histórico de expressões da vida humana, como textos, ações e instituições. Ele acreditava que a experiência vivida (Erlebnis) é a base da compreensão, pois é através dela que acessamos o significado subjetivo da vida mental. Outro aspecto central do pensamento de Dilthey é sua filosofia da vida (Lebensphilosophie). Ele via a vida como um fluxo contínuo de experiências que não pode ser reduzido a conceitos fixos. A vida é historicamente situada e culturalmente moldada, de modo que a compreensão da vida requer uma abordagem contextual e interpretativa.
Dilthey também contribuiu para a filosofia da história, argumentando que as ciências do espírito devem se concentrar na compreensão da singularidade dos eventos históricos, em vez de buscar leis gerais. Ele acreditava que a história é um processo de autocriação da humanidade, no qual os indivíduos e as culturas se expressam e se transformam.
Nicola Abbagnano, em sua História da Filosofia, descreve que, para Dilthey, a historicidade é essencial ou constitutiva do homem e, em geral, do mundo humano. Em segundo lugar, na concepção de Dilthey, o mundo histórico é constituído por indivíduos que, enquanto "unidades psicofísicas vivas", são os elementos fundamentais da sociedade: é por isso que o objetivo das ciências do espírito é "o de reunir o singular e o individual na realidade histórico-social, de observar como as concordâncias (sociais) agem na formação do singular". Por isso, no domínio das ciências do espírito, a historiografia tem um carácter individualizante e tende a ver o universal no particular (vol. doze. pgs 214-215).
A Filosofia se torna uma das estruturas que constituem uma civilização e o trabalho do historiador seria precisamente captar as relações que, em uma sociedade, ligam as diferentes manifestações do mundo cultural. É sobre este postulado que se apoiam as principais obras históricas de Dilthey, como A Análise do Homem, A História da Juventude de Hegel e Estudo sobre a História do Espírito Alemão.

## Obras
- Über die Einbildungskraft der Dichter, 1878 (em: Zeitschrift für Völkerpsychologie und Sprachwissenschaft)
- Einleitung in die Geisteswissenschaften, 1883 (edição de 1922 digitalizada)
- Die Entstehung der Hermeneutik, 1900
- Das Erlebnis und die Dichtung, 1906; Cap. Goethe und die dichterische Phantasie
- Der Aufbau der geschichtlichen Welt in den Geisteswissenschaften, 1910
- Die Typen der Weltanschauung und ihre Ausbildung in den Metaphysischen Systemen, 1919
- Die Geistige Welt Einleitung in die Philosophie des Lebens. Erste Hälfte: Abhandlungen zur Grundlegung der Geisteswissenschaften, G. Misch (ed.) (digitalizado)
- Jugendgeschichte Hegels und andere Abhandlungen zur Geschichte des deutschen Idealismus (digitalizado)
- Pädagogik. Geschichte und Grundlinie des Systems (digitalizado)
- Studien zur Geschichte des deutschen Geistes. Leibniz und sein Zeitalter, Friedrich der Grosse und die deutsche Aufklärung, das achtzehnte Jahrhundert und die geschichtliche Welt (digitalizado)
- Vom Anfang des geschichtlichen Bewusstseins. Jugendaufsätze und Erinnerungen (digitalizado)
- Zur preussischen Geschichte. Schleiermachers politische Gesinnung und Wirksamkeit (digitalizado)

### Obra completa (em alemão)
- Gesammelte Schriften, Volume I - XXVI, Vandenhoeck & Ruprecht, Göttingen 2006, ISBN 978-3-525-30330-6

1. Volume: Einleitung in die Geisteswissenschaften. Versuch einer Grundlegung für das Studium der Gesellschaft und Geschichte
2. Volume: Weltanschauung und Analyse des Menschen seit Renaissance und Reformation
3. Volume: Studien zur Geschichte des deutschen Geistes. Leibniz und sein Zeitalter. Friedrich der Große und die deutsche Aufklärung. Das achtzehnte Jahrhundert und die geschichtliche Welt
4. Volume: Die Jugendgeschichte Hegels und andere Abhandlungen zur Geschichte des Deutschen Idealismus
5. Volume: Die geistige Welt. Einleitung in die Philosophie des Lebens. Erste Hälfte: Abhandlung zur Grundlegung der Geisteswissenschaften
6. Volume: Die geistige Welt. Einleitung in die Philosophie des Lebens. Zweite Hälfte: Abhandlung zur Poetik, Ethik und Pädagogik
7. Volume: Der Aufbau der geschichtlichen Welt in den Geisteswissenschaften
8. Volume: Weltanschauungslehre. Abhandlungen zur Philosophie der Philosophie
9. Volume: Pädagogik. Geschichte und Grundlinien des Systems
10. Volume: System der Ethik
11. Volume: Vom Aufgang des geschichtlichen Bewußtseins
12. Volume: Zur preussischen Geschichte. Schleiermachers politische Gesinnung und Wirksamkeit. Die Reorganisation des preussischen Staates. Das allgemeine Landrecht
13. Volume: Leben Schleiermachers. Volume I
14. Volume: Leben Schleiermachers. Volume II
15. Volume: Zur Geistesgeschichte des 19. Jahrhunderts. Portraits und biographische Skizzen. Quellenstudien und Literaturberichte zur Theologie und Philosophie im 19. Jahrhundert
16. Volume: Zur Geistesgeschichte des 19. Jahrhunderts. Aufsätze und Rezensionen aus Zeitungen und Zeitschriften 1859–1874
17. Volume: Zur Geistesgeschichte des 19. Jahrhunderts. Aus »Westermanns Monatsheften«: Literaturbriefe, Berichte zur Kunstgeschichte, Verstreute Rezensionen 1867–1884
18. Volume: Die Wissenschaft vom Menschen, der Gesellschaft und der Geschichte. Vorarbeiten zur Einleitung in die Geisteswissenschaften (1865-1880)
19. Volume: Grundlegung der Wissenschaft vom Menschen, der Gesellschaft und der Geschichte. Ausarbeitungen und Entwürfe zum zweiten Band der Einleitung in die Geisteswissenschaften (ca. 1870–1895)
20. Volume: Logik und System der philosophischen Wissenschaften. Vorlesungen zur erkenntnistheoretischen Logik und Methodologie (1864-1903)
21. Volume: Psychologie als Erfahrungswissenschaft
22. Volume: Psychologie als Erfahrungswissenschaft
23. Volume: Allgemeine Geschichte der Philosophie
24. Volume: Logik und Wert
25. Volume: Dichter als Seher der Menschheit
26. Volume: Das Erlebnis und die Dichtung

Correspondência
- Briefwechsel zwischen Wilhelm Dilthey und dem Grafen Paul Yorck von Wartenburg 1877–1897 (Correspondência entre Wilhelm Dilthey e o Conde Paul Yorck von Wartenburg 1877–1897), Reprint, Hildesheim 1995

Em português
- Psicologia da Compreensão. Portugal: Edições 70, 2012.
- Ideias Sobre uma Psicologia Descritiva e Analitica. Viaverita, 2011.
- Introdução às Ciências Humanas. SP: Forense, 2010.
- Filosofia e Educação. SP: Edusp, 2010.
- A Construção do Mundo Histórico nas Ciências Humanas. SP: Unesp, 2010.
- Sistema da Ética. SP: Ícone, 1994.
- Tipos de Concepção do Mundo (.
- Essência da Filosofia. Portugal, Presença, 1984.
- História da Filosofia. Livraria Exposição do Livro, 1950.
- Leibniz e sua Época. Armênio Amado, 1947.
- Poética. Editorial Losada, 1945.

Em espanhol
- Introducción a las ciencias del espíritu. Obras Completas I. México: Fondo de Cultura Económica, 1944.
- Hombre y mundo en los siglos XVI y XVII. Obras Completas II. México: Fondo de Cultura Económica, 1944.
- Hegel y el idealismo. Obras Completas V. México: Fondo de Cultura Económica, 1944.
- El mundo histórico. Obras Completas VII. México: Fondo de Cultura Económica,1944.
- De Leibniz a Goethe. Obras Completas III. México: Fondo de Cultura Económica, 1945.
- Vida y poesía. Obras Completas IV. México: Fondo de Cultura Económica, 1945.
- Psicología y teoría del conocimiento. Obras Completas VI. México: Fondo de Cultura Económica, 1945.
- Teoría de la concepción del mundo. Obras Completas VIII. México: Fondo de Cultura Económica, 1945.
- Historia de la Filosofía, tradução, prólogo e bibliografia, Eugenio Ímaz, Fondo de Cultura Económica, México 1951.
- Introducción a las ciencias del espíritu: ensayo de una fundamentación del estudio de la sociedad y de la historia, versão espanhola de Julián Marías; prólogo de José Ortega y Gasset, Revista de Occidente, Madrid 1956.
- Literatura y fantasía. Obras Completas IX. México: Fondo de Cultura Económica, 1963.
- La gran música de Bach, tradução Jesús Aguirre, introdução de Federico Sopeña, Taurus, Madrid, 1963.
- Crítica de la razón histórica, antologia compilada e introduzida por Hans-Ulrich Lessing, tradução e introdução da edición espanhola de Carlos Moya-Espí, Península, Barcelona 1986.
- Teoría de las concepciones del mundo, tradução e introdução de Julián Marías, Revista de Occidente, Barcelona 1944.

Em inglês
- 1954, Essence of Philosophy, S.A. Emery and W.T. Emery (trans.), Chapel Hill: University of North Carolina Press.
- 1957, Dilthey's Philosophy of Existence, W. Kluback and M. Weinbaum (trans.), New York: Bookman Associates.
- 1977, Descriptive Psychology and Historical Understanding, R.M. Zaner and K.L. Heiges (trans.), with an introduction by R.A. Makkreel, The Hague: Martinus Nijhof.
- 1985–2002, Selected Works, R.A. Makkreel and F. Rodi (eds.), Princeton, NJ: Princeton University Press.
- Vol. 1, Introduction to the Human Sciences.
- Vol. 2, Understanding the Human World.
- Vol. 3, The Formation of the Historical World in the Human Sciences.
- Vol. 4, Hermeneutics and the Study of History.
- Vol. 5, Poetry and Experience.

### Sobre Dilthey
- AMARAL, Maria Nazaré de Camargo Pacheco. Dilthey: Um conceito de Vida e uma Pedagogia. São Paulo: Perspectiva/EdUSP, 1987.
- AMARAL, Maria Nazaré de Camargo Pacheco. Conceito de Vivencia e os limites da compreensão nas Ciências do Espirito Trans/Form/Ação, São Paulo, 27(2): 51-73, 2004
- BINS DI NAPOLI, Ricardo. A Hermenêutica de W. Dilthey. Síntese- Revista de Filosofia. Belo Horizonte, 26 (85): 187-204, 1999.
- BINS DI NAPOLI, Ricardo. Ética e Compreensão do Outro. Porto Alegre: EdipucRS, 1999.
- BINS DI NAPOLI, Ricardo. Ética e Compreensão: A Psicologia, a Hermenêutica e a Ética de Wilhem Dilthey. Santa Maria, RS: EdUFSM, 2017. ISBN 978-85-7391-288-3
- REIS, José Carlos. Wilhelm Dilthey e a Autonomia das Ciências Histórico-Sociais, Eduel 2003. ISBN 8572163743